# Geocaching
Geocaching is een spel en vrije tijdsactiviteit waarbij gebruik wordt gemaakt van een gps-ontvanger of telefoon met deze functie om ergens ter wereld een zogenoemde cache (verstopplaats) te vinden. De organisatie achter geocaching is Groundspeak.

## Algemeen
Geocaching werd mogelijk door het uitzetten van de Selective Availability-functie van het Global Positioning System op 1 mei 2000. De eerste gedocumenteerde cache is geplaatst op 3 mei 2000 door Dave Ulmer. De locatie werd bekendgemaakt in de usenet-nieuwsgroup sci.geo.satellite-nav. Op 6 mei 2000 was de cache tweemaal gevonden.
Een cache is gewoonlijk een kleine waterdichte doos, voorzien van een logboek en de "schat". De schat kan ook een dusdanig kleine cache (nano-cache) zijn dat er alleen een logboek in zit. Na het verstoppen van de schat maakt de plaatser via internet de locatie bekend aan andere geocachers. Anderen kunnen bij het vinden van de schat vaak voorwerpen ruilen en/of toevoegen. In de schat is een logboek aanwezig, waarin de vinder zijn naam achter kan laten. Het is de bedoeling dat de vinder op de geocaching-website een log achterlaat, ook als het niet is gelukt de schat te vinden. Er zijn applicaties voor verschillende smartphones. Met deze apps is een kaart te zien met alle caches in de omgeving en is er de mogelijkheid om bij het vinden van een cache meteen een log op de website te plaatsen. Dit hoeft men dan niet thuis te doen.
Tijdens cache-evenementen (events) komen geocachers samen om bijvoorbeeld te discussiëren over het geocachen. Na het evenement wordt de eventcache gearchiveerd. Vaak worden speciaal voor het event nieuwe caches gemaakt, die wel blijven liggen. Een bijzonder type event is de Cache In Trash Out-event of cito-event, waarbij deelnemers (zwerf)afval opruimen, of onderhoud aan natuur plegen met een natuurinstantie zoals SBB, NN, landschappen en gemeenten. Een ander soort evenement is de mega-event cache. Bij een mega-event cache wordt hetzelfde gedaan als bij een normaal evenement, maar hier hebben meer dan 500 geocachers zich voor aangemeld. Het grootste type event is een giga-event, waarbij minstens 5000 geocachers zich moeten aanmelden.

## Richtlijnen
Wanneer de "schat" gevonden is, is het niet de bedoeling de exacte ligplaats van de schat te vertellen. Deze locatie moeten de andere geocachers zelf vinden. Vaak staat er wel een hint op de site van de cache. Het is juist de sport dat men een beetje moeite moet doen met het zoeken.
Als de "schat" gevonden is moet men de schat, na het loggen en ruilen, weer op precies dezelfde plek en manier terugleggen, ervoor zorgend dat bij het pakken en terugleggen ervan andere mensen niet zien wat men aan het doen is en waar de schat ligt. Het loggen bestaat uit je nickname in het logboekje te schrijven en op de website van geocaching vermelden dat deze gevonden is. Op deze website kan men opmerkingen noteren zoals de melding dat het logboekje vol of nat is.

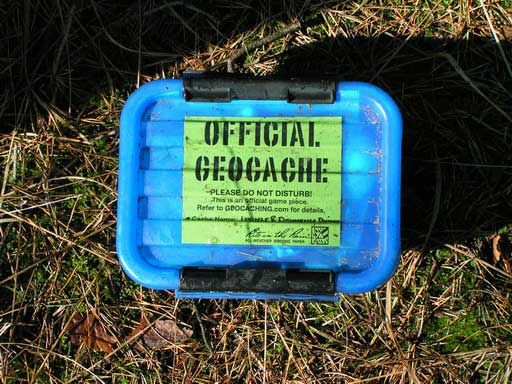
Geocache

Wanneer men coördinaten uitwisselt, is het belangrijk te weten in welk coördinatensysteem de gps-ontvanger de locatie weergeeft. Doorgaans is een gps-ontvanger ingesteld op WGS 84, hetgeen afwijkt van de Nederlandse Bessel-coördinaten of de RD-coördinaten. Het is mogelijk om coördinaten van het ene stelsel naar het andere om te rekenen.

## Cache-typen
Naast eenvoudige caches, waarbij de gebruiker rechtstreeks op de juiste locatie af kan lopen, zijn er ook veel caches waarvoor eerst een puzzel opgelost moet worden of waarbij eerst een soort speurtocht gelopen moet worden. Er zijn ook eigenaren die hun geocaches zo plaatsen dat hiermee een wandelroute gesuggereerd wordt. Voor veel cachers gaat het daarom nog niet eens zozeer om de cache zelf, maar meer om de tocht en het ontdekken van mooie locaties in de natuur of in steden. 
Caches kunnen in de volgende soorten worden onderverdeeld:
- Traditionele caches - De eenvoudigste soort, waarbij de eindlocatie al staat vermeld op internet. De cacher voert de coördinaten in en kan op weg gaan.
- Multicaches - Bij deze caches zijn alleen het beginpunt en bepaalde waypoints (tussenpunten) gegeven. Zo kan er op een bepaald punt een vraag beantwoord moeten worden of moet er een volgend coördinaat gezocht en/of berekend worden.
- Mystery cache - Bij deze caches is niet de locatie van de cache aangegeven, maar enkel een (fictief) punt in de buurt. Door vooraf een puzzel  of opdracht op te lossen kan de echte locatie gevonden worden.
- Earth Cache - Een Earth cache moet een educatieve geologische opdracht bevatten. Bijvoorbeeld het meten/berekenen van de omvang van een specifiek kenmerk van het gebied, het verzamelen en vastleggen van gegevens (zoals tijdstip van een getijgolf), of door een e-mail naar de cache eigenaar te laten sturen met het antwoord op geologische vragen waarvan de informatie ter plekke te achterhalen is (bijvoorbeeld op een informatiebord). Sinds 1 januari 2011 zijn de richtlijnen aangepast, het maken van een foto is optioneel.
- Virtuele cache - Op sommige plaatsen is het niet mogelijk of toegestaan een fysieke cache te verstoppen. Een virtuele cache is dus alleen een locatie, er ligt niks verstopt. Deze caches worden meestal als 'gevonden' beschouwd als de cacher een vraag over de locatie kan beantwoorden en een foto kan tonen. In 2005 stopte Groundspeak met het toestaan van nieuwe Virtual caches. Virtuals die voor die tijd al gemaakt waren mochten blijven bestaan, maar er werden geen nieuwe meer toegelaten. Tussen 24 augustus 2017 en 24 augustus 2018 organiseerde Groundspeak echter de Virtual Rewards, waarbij een selecte groep geocachers wereldwijd het recht kreeg om eenmalig toch een nieuwe virtual cache uit te brengen. In maart 2022 werd deze actie nogmaals herhaald.
- Webcam cache - Webcamcaches hebben net als virtuele caches geen fysiek logboek dat in het veld gevonden kan worden. De bedoeling is herkenbaar (met gps zichtbaar) in beeld van een bepaalde webcam te gaan staan en als bewijs het plaatje van de webcam bij het log te voegen. Net als virtual caches worden nieuwe webcamcaches niet langer geaccepteerd, en resterende alleen nog de webcamcaches gemaakt voorafgaand aan het moment voor dit type werd opgeheven.
- Wherigo cache - Wherigo is een technisch hulpmiddel voor het bouwen en spelen van avonturen met gps-ondersteuning. Een van de mogelijke toepassingen is het mogelijk maken van interactie tussen geocachers en virtuele objecten en karakters, door het betreden van virtuele zones.
- Letterbox Hybrid - Bij deze vorm maakt men gebruik van aanwijzingen in plaats van coördinaten. Echter in enkele gevallen heeft de letterbox coördinaten. De maker heeft hem dan zowel letterbox als geocache gemaakt. In de cache hoort een stempel aanwezig te zijn. Sommige cachers hebben zelf ook een logboekje en stempel bij zich. Wanneer iemand een Letterbox heeft gevonden, plaatst hij zijn stempel in het logboek.
- Project APE: Project APE caches waren oorspronkelijk 14 speciale geocaches die in 2001 in samenwerking met 20th Century Fox werden gemaakt als promotiestunt voor de film Planet of the Apes. Bij publicatie bevatte elke cache een origineel rekwisiet uit die film. Qua manier van zoeken zijn ze gelijk aan traditionals (ze liggen op de gepubliceerde coördinaten). Van de 14 APE caches bestaan er inmiddels nog maar 2; Mission 14 in het Intervales State Park in Brazilië, en Mission 9 in de Snoqualmie Pass in de Amerikaanse staat Washington.
- Groundspeak HQ: Het hoofdkantoor van Groundspeak in Seattle telt als een apart cachetype.
- Events: Events zijn officiële bijeenkomsten van geocachers, welke als cache gelogd kunnen worden indien men ze bezoekt. De eenvoudigste vorm is het gewone event. Verder bestaan binnen deze categorie het CITO event (Cache In Trash Out, waarbij de bijeenkomst tot doel heeft de natuur te onderhouden), het Mega-event (events waarvan ten minste 500 mensen hebben aangegeven te zullen komen) en Giga events (minimaal 5000 aanmeldingen).
- Adventure Lab Cache: Dit is de nieuwere versies van Virtuele caches (zie kopje "Virtuele Cache" hierboven), welke gebruik maken van een eigen app. Elke labcache kan 5 tot 10 waypoints bevatten, die allemaal als individuele cache worden gerekend, en gelogd kunnen worden door op locatie een vraag correct te beantwoorden.

Een niet langer bestaand cachetype is de Locationless Cache. Hierbij diende men een specifiek object te zoeken (bijvoorbeeld een straat met een specifieke naam), en de coördinaten van dit object te vermelden in het log. In 2006 werd dit cachetype opgeheven, en werden alle nog bestaande locationless caches van de website verwijderd. Dit type kan niet meer gevonden worden.

## Cache-grootte
Ook zijn er verschillende maten caches.  Deze worden verdeeld in een aantal maten:
- Nano	Inhoud < 0,01 liter. Zeer kleine cache. Grootte is vergelijkbaar met het topje van de pink. Kan opengedraaid worden en bevat een miniem logstrookje. Vaak is de nano-cache magnetisch zodat hij tegen ijzer “geplakt” kan worden.
- Micro	Inhoud 0,01 – 0,1 liter. Kleine cache, meestal filmrol-houdertje of petling. Bevat alleen een loglijst/logboekje.
- Small	Inhoud 0,1 – 1 liter. Tamelijk kleine cache. Tussenmaatje tussen micro en regular. B.v plastic bakje of glazen potje met canister erin.
- Regular	Inhoud 1 – 20 liter. Een cache van normale grootte die allerlei goodies kan bevatten. Veelal worden in Nederland munitiekistjes gebruikt. Ook grote plastic bakken zijn regular.
- Large	Inhoud > 20 liter. Zeer grote cache. Meestal een kist. Kan heel veel goodies bevatten.
- Overig	Soms zit je cache verstopt in een grotere omhuizing, of wil je de grootte van de cache niet vermelden. je kunt dan kiezen voor Overig

## Cache-uitvoeringen
De caches zijn er in diverse maten, van de grootte van een fietsventiel, of een fotorolletje waar alleen een logboekje in zit, tot een munitiekistje of emmer waar men dan de goodies in zou kunnen vinden. Maar er zijn ook heel creatieve caches die lijken op een steen, schakeldoos of een dennenappel. Van de kleinere caches (nano, micro en small) zijn ook magnetische uitvoeringen populair. En er zijn caches waarbij het openen op zich al een puzzel is.

## De schat

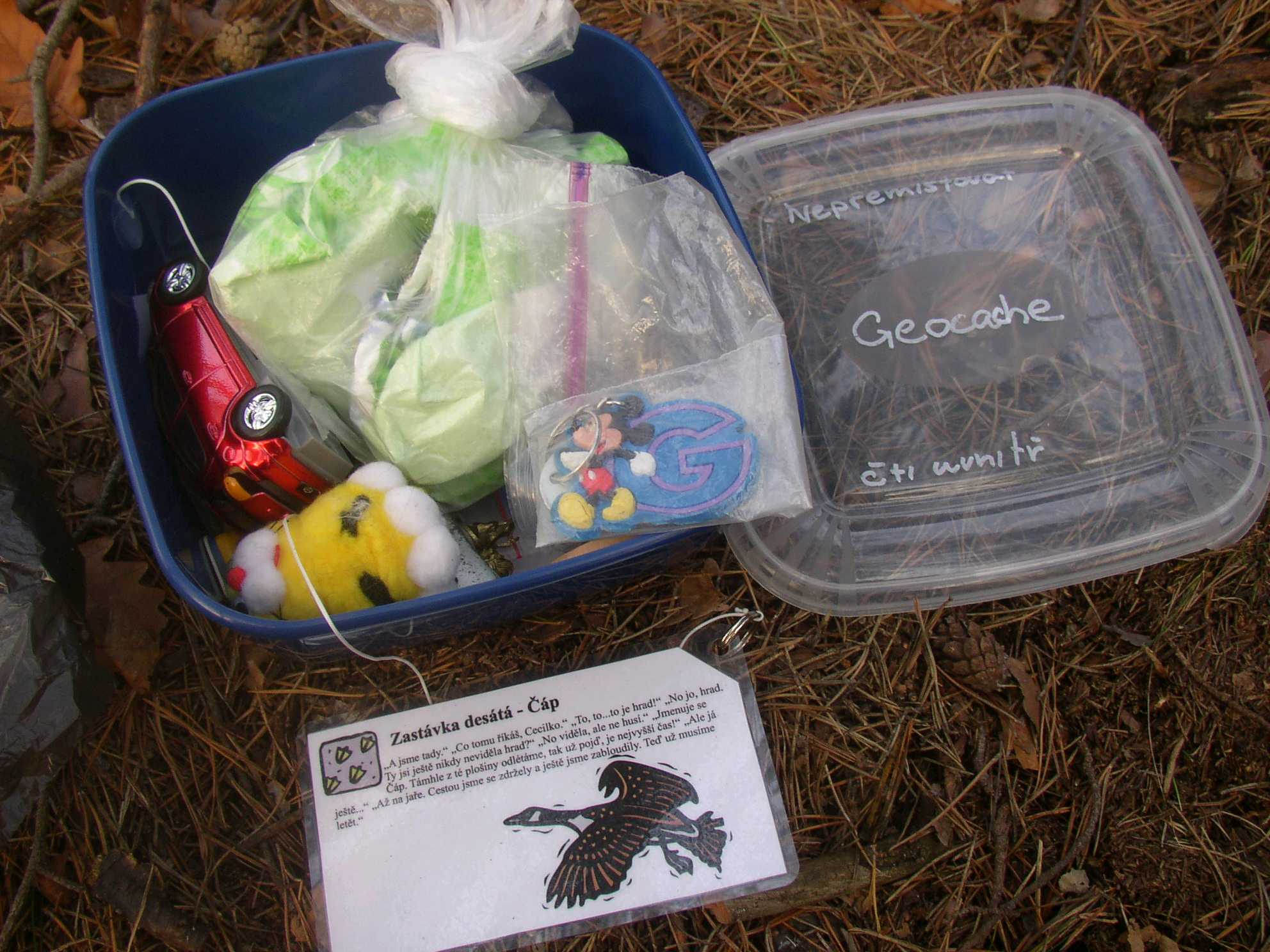
Schat

De schat (of: stash / cache) is een doos waarin zich allerlei voorwerpen bevinden (niet bij alle types caches). De vinder kan zo voorwerpen ruilen en/of toevoegen. Het is niet de bedoeling enkel voorwerpen weg te nemen maar ook iets van (grotere) waarde terug te plaatsen. Wanneer er geen ruimte is voor een schatkist wordt gebruikgemaakt van kleinere doosjes. In zo'n microcache is alleen ruimte voor een logboek.
Naast de onbekende voorwerpen in een schat, zijn er ook voorwerpen die geregistreerd worden. Voorwerpen die geregistreerd worden zijn de Travel Bugs en de geocoin. De geocoin is een speciale penning. Beide type voorwerpen hebben een uniek identificatienummer, waarmee de reis van het voorwerp via internet gevolgd kan worden. De meeste travelbugs en geocoin hebben een bepaald doel meegekregen. Vaak is dat om zo veel mogelijk landen te bezoeken of om naar een bepaalde geocache of plaats te komen. Het is de bedoeling dat een travelbug, nadat hij gevonden is, zo snel mogelijk weer in een andere schat wordt geplaatst. Hierdoor blijft de Travelbug in het spel en kunnen anderen hem ook vinden.
Een ongeregistreerde variatie op de bugs en coins, zijn Geotokens, gelamineerde papieren "munten" die gebruikt worden om te tonen welke caches al zijn bezocht.

## Geocaching in Nederland
Jaarlijks komen er ruim 10 000 nieuwe Nederlandse caches online en volgens gegevens van begin 2020 zijn er nu ruim 40 000 actieve Nederlandse caches, en internationaal meer dan 2 400 000. Verder zijn er in 2019  al 100 000  geocachers actief in Nederland. Wereldwijd zijn dat er meer dan 6 000 000.

## Mascotte
De mascotte van Geocaching is Signal the Frog, een antropomorfe kikker met een antenne op zijn hoofd.